# LaShawn Daniels
LaShawn Ameen Daniels (Newark, 28 december 1977  – South Carolina, 3 september 2019) was een Grammy-winnende songwriter, producer, muzikant en arrangeur die bekend staat om zijn songwritingcredits voor nummers van artiesten als Brandy, Lady Gaga, Beyoncé, Destiny's Child, Michael Jackson, Toni Braxton, Jennifer Lopez, Ciara, Whitney Houston en meer. Als songwriter en producer had Daniels acht Grammy Award-nominaties ontvangen, waarvan hij er één won.

## Carrière
Daniels won in 2001 een Grammy Award voor Beste R&B-song voor zijn songwriting-werk voor Say My Name van Destiny's Child. In 2014 werd hij genomineerd in dezelfde categorie voor Love and War uitgevoerd door Tamar Braxton.

## Dood
Daniels overleed op 3 september 2019 op 41-jarige leeftijd na een auto-ongeluk in South Carolina.

## Songwriting-credits
Daniels' liedjes werden meestal mede geschreven in samenwerking met producer Rodney "Darkchild" Jerkins. Waaronder:
- Brandy – "Top of the World" (1998)
- Brandy en  Monica – "The Boy Is Mine" (1998)
- Whitney Houston – "It's Not Right but It's Okay" (1999)
- Brandy – "Angel in Disguise" (1999)
- Jennifer Lopez – "If You Had My Love" (1999)
- So Plush featuring Ja Rule – "Damn (Should've Treated U Right)" (1999)
- Destiny's Child – "Say My Name" (1999)
- Brandy – "Never Say Never" (2000)
- Whitney Houston en George Michael – "If I Told You That" (2000)
- Melanie B – "Tell Me" (2000)
- Spice Girls – "Holler" (2000)
- Spice Girls – "Let Love Lead the Way" (2000)
- Toni Braxton – "He Wasn't Man Enough" (2000)
- Michael Jackson – "You Rock My World" (2001)
- Michael Jackson – "Privacy" (2001)
- Michael Jackson – "Heartbreaker" (2001)
- Michael Jackson – "Invincible" (2001)
- Michael Jackson – "Unbreakable" (2001)
- Michael Jackson – "Threatened" (2001)
- Monica – "All Eyez on Me" (2002)
- Brandy – "What About Us? (2002)
- Mary Mary - "He Said" (2002)
- Blaque – "I'm Good" (2004)
- Destiny's Child – "Lose My Breath" (2004)
- Ray J – "One Wish" (2005)
- Ray J – "What I Need" (2006)
- Kierra Sheard – "Why Me?" (2006)
- Ciara featuring 50 Cent – "Can't Leave 'em Alone" (2007)
- Janet Jackson – "Feedback" (2007)
- Natasha Bedingfield – "Angel" (2008)
- Joe – "E.R. (Emergency Room)" (2008)
- Janet Jackson – "Luv" (2008)
- Lady Gaga en Beyoncé – "Telephone" (2010)
- Tamar Braxton – "Love and War" (2012)
- Tamar Braxton – "The One" (2013)
- Tamar Braxton – "Hot Sugar" (2013)
- Michael Jackson – "Xscape" (2014)
- Tamar Braxton – "If I Don't Have You" (2015)
- Erica Campbell - “I Luh God” (2015)
- Brandy - “Borderline” (2020)